# استاری آک‌بولیاک
استاری آک‌بولیاک (انگلیسی: Stary Akbulyak) یک شهرک در شهرستان کاراایدلسکی استان باشقیرستان کشور روسیه است.